# Aszaló
Aszaló este un sat în districtul Szikszó, județul Borsod-Abaúj-Zemplén, Ungaria, având o populație de 1.866 de locuitori (2011). 

## Demografie
Componența etnică a satului Aszaló
     Maghiari (82,82%)
     Romi (16,88%)
     Germani (0,3%)
Componența confesională a satului Aszaló
     Romano-catolici (48,93%)
     Reformați (27,33%)
     Greco-catolici (4,23%)
     Fără religie (3,91%)
     Necunoscută (15,59%)
     Alte religii (0,59%)
Conform recensământului din 2011, satul Aszaló avea 1.866 de locuitori. Din punct de vedere etnic, majoritatea locuitorilor (82,82%) erau maghiari, cu o minoritate de romi (16,88%). Nu există o religie majoritară, locuitorii fiind romano-catolici (48,93%), reformați (27,33%), greco-catolici (4,23%) și persoane fără religie (3,91%). Pentru 15,59% din locuitori nu este cunoscută apartenența confesională.